# Пробуждение (фильм, 1928)
«Пробуждение» (англ. The Awakening) — утерянный американский фильм-драма 1928 года, поставленный режиссёром Виктором Флемингом. Фильм снят по одноимённому рассказу Фрэнсис Марион. Картина получила номинаций на премию «Оскар» за лучшую работу художника.

## Сюжет
В оккупированной Пруссией области Эльзас, незадолго до начала Первой мировой войны, молодая крестьянка Мари Дюкро влюбляется в офицера прусской армии графа Карла фон Хагена (Уолтер Байрон). Когда Мари посещает графа Хагена в его покоях, страдающие под оккупацией люди начинают считать её предательницей и физически воздействовать. Мари исчезает и считает что она уже мертва, в монастыре куда она сбежала она живёт как послушница.
После начала войны, фон Хаген получает ранение и попадает в монастырь, где за его здоровьем следит Мари. Граф хочет чтобы девушка поехала с ним в Германию. Французский лейтенант Ле Бет (Луис Вольхайм) помогает им достигнуть немецкой границы, Хаген и Дюкро остаются в безопасности, но француз погибает от снайперской пули.

## В ролях
- Вильма Банки — Мари Дюкро
- Уолтер Байрон — граф Карл фон Хаген
- Луис Вольхайм — французский генерал
- Джордж Дэвис — санитар
- Уильям Орламонд — дедушка Дюкро
- Карл фон Гартман — лейтенант Франц Гайер

## Оценка фильма критикой
В рецензии издания Harrison's Reports от 5 января 1929 года рецензент заключил о «неоднородность» фильма и отметил что «местами фильм очень хорош, но с другой стороны очень медленный и даже хуже». Рецензент также отметил «очень приятную первую часть» и сильный драматизм сцен в монастыре, а также постановку режиссёра Виктора Флеминга.
Критик также отметил хорошую игру Вильма Банки, отметив также что со своей ролью хорошо справляется Уолтер Байрон и что после переезда из Англии, внешность должна сделать его «кумиром экранов». Фильм считается утерянным. 